# Cerca d'informació col·laborativa
Camp d'investigació que realitza estudis de les situacions, les motivacions i els mètodes en persones que treballen en grups de col·laboració per a projectes que impliquen cerca d'informació, així com en la construcció de sistemes de suport a aquestes activitats. Aquests projectes impliquen sovint la cerca d'informació o recuperació d'informació, la recopilació d'informació i l'intercanvi d'informació.
Generalment, les tasques de cerca i consulta d'informació són dutes a terme de forma individual, però es pot observar que els usuaris comparteixen coneixement i dades, col·laborant de diferents formes en el procés de compartir, buscar i consultar la informació. La recuperació d'informació col·laborativa (Collaborative Information Retriveal - CIR) és definida com una activitat que col·lectivament resol un problema d'informació dut a terme pels membres d'un equip de treball sense importar la naturalesa del procés de recuperació d'informació.
Un entorn de recuperació d'informació col·laborativa es caracteritza per la necessitat de satisfer un requeriment compartit d'informació, a més de requerir mitjans per compartir la informació, suportar la comunicació entre els usuaris i oferir mitjans de compartir recursos per manipular la informació.

## Eines col·laboratives per a la cerca d'informació
Hi ha diferents eines que es beneficien de la compartició i col·laboració entre els usuaris, per a recuperar la informació de manera més eficient: els metacercadors (Zoo, Dogpile...), els cercadors especialitzats (per buscar llibres, notícies, imatges, audio...), els cercadors per clústers (Iboogie, Yippy, Carrot2 ...), les aplicacions de cerca (Copernic, Google Alerts...), els fòrums i grups (enfocats sobretot a la resolució de problemes i discussions sobre temes comuns), les llistes de correu (RedIRIS, eListas...), les webs d'experts (TodoExpertos, Xpertia...), les xarxes socials (Quora, Linkedin...), les webs de notícies (Google News, Menéame...), les plataformes d'aprenentatge (Mooc, Miriada X, edX...), els blogs (en gran quantitat i sobre qualsevol tema), les enciclopèdies on-line (la més representativa, Wikipedia, Encyclopedia Britannica...), els centres de recursos (CRAI URV...), els marcadors (Diigo, Evernote...) o els RSS (, Prismatic...).

### Filtre col·laboratiu
El filtre col·laboratiu (FC) és una tècnica utilitzada per alguns sistemes recomanadors. En general, el filtre col·laboratiu és el procés de filtratge d'informació o models, que fa servir tècniques que impliquen la col·laboració entre múltiples agents, fonts de dades, etc.
És un mètode per fer prediccions automàtiques (filtrat) sobre els interessos d'un usuari mitjançant la recopilació de les preferències o gustos d'informació de molts usuaris (col·laborador). El filtratge col·laboratiu es basa, en que si una persona A té la mateixa opinió que una persona B sobre un tema, A és més probable que tingui la mateixa opinió que B en un altre tema diferent que l'opinió que tindria una persona triada atzar.
Serveis com Reddit, YouTube, Digg i Last.fm són un exemple típic dels mitjans de comunicació basats en filtratge col·laboratiu. Un escenari d'aplicació del filtratge col·laboratiu és recomanar informació interessant o popular, a jutjar per la comunitat.

## Model de cerca d'informació col·laborativa de Prekop

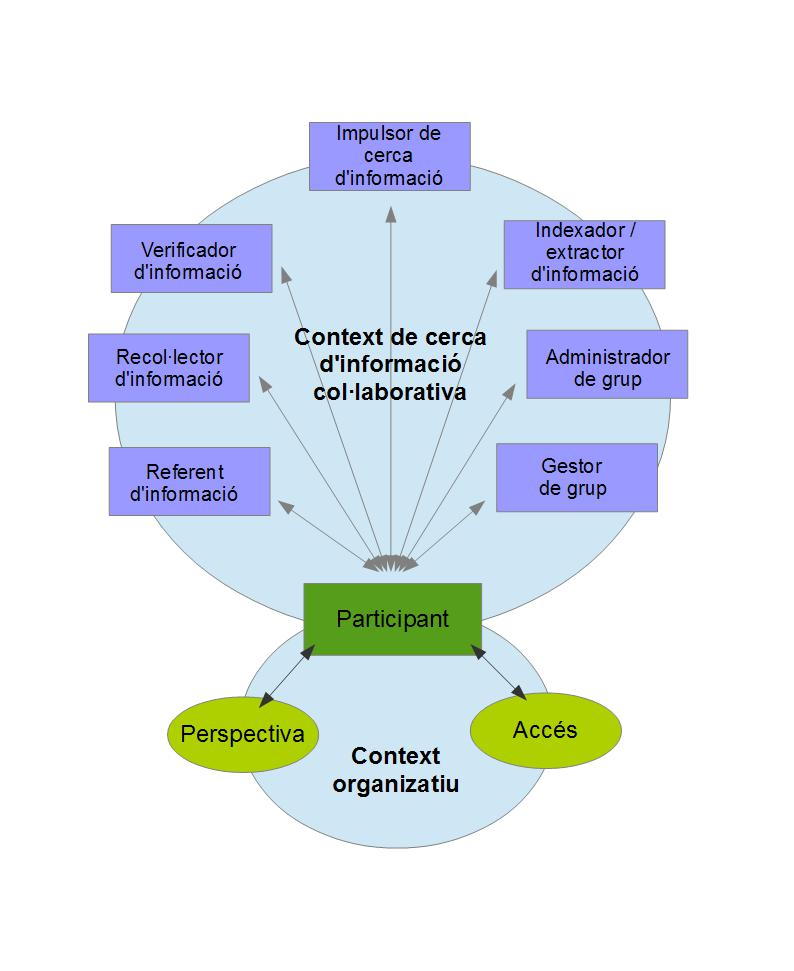
Model de cerca d'informació col·laborativa (Prekop, 2002)

Paul Prekop (2002) elabora aquest model de cerca d'informació col·laborativa considerant tres components: els rols que s'assumeixen en la cerca d'informació, els patrons que se segueixen en el transcurs d'aquest procés i els contextos en què aquests rols i patrons tenen lloc.
Els rols descriuen la conducta, les accions i les responsabilitats dels membres del grup. Poden ser: recol·lector d'informació (information gatherer), referent d'informació (information referrer), verificador d'informació (information verifier), impulsor de la cerca d'informació (information-seeking instigator), indexador/extractor d'informació (information indexer/abstracter), administrador de grup (group administrator) i gestor de grup (group manager).
Els patrons descriuen els prototips de conducta que els membres del grup adopten en qualsevol dels seus rols, per exemple, cerca d'informació per recomanació, preguntes directes o publicitat de canals d'informació. Els contextos són el conjunt d'esdeveniments, històries, cultura i coneixement que ja existeix en el grup i que influeix en els participants d'aquest grup. Poden ser de dues classes: el context de la cerca d'informació col·laborativa (allò que és conegut, comprès, sentit i pensat pel grup) i el context organitzacional (que descriu el que cada participant fa en la cerca d'informació col·laborativa).